# Єнакієвський металургійний завод
48°13′16″ пн. ш. 38°13′24″ сх. д. / 48.22111° пн. ш. 38.22333° сх. д.
Єна́кієвський металургі́йний заво́д (ЄМЗ) — колишнє металургійне підприємство України.
До 1921 року називався Петровським заводом.

## Історія
Завод було засновано у 1895 році з ініціативи інженера Федора Єнакієва та групи бельгійських інвесторів. У його проектуванні активну участь брав гірничий інженер Аполлон Мевіус. Підприємство належало до «Російсько-Бельгійського металургійного товариства» («Société métallurgique russo-belge»). 27 листопада 1897 року було виконано першу плавку чавуну; цей день офіційно вважається датою початку роботи заводу.

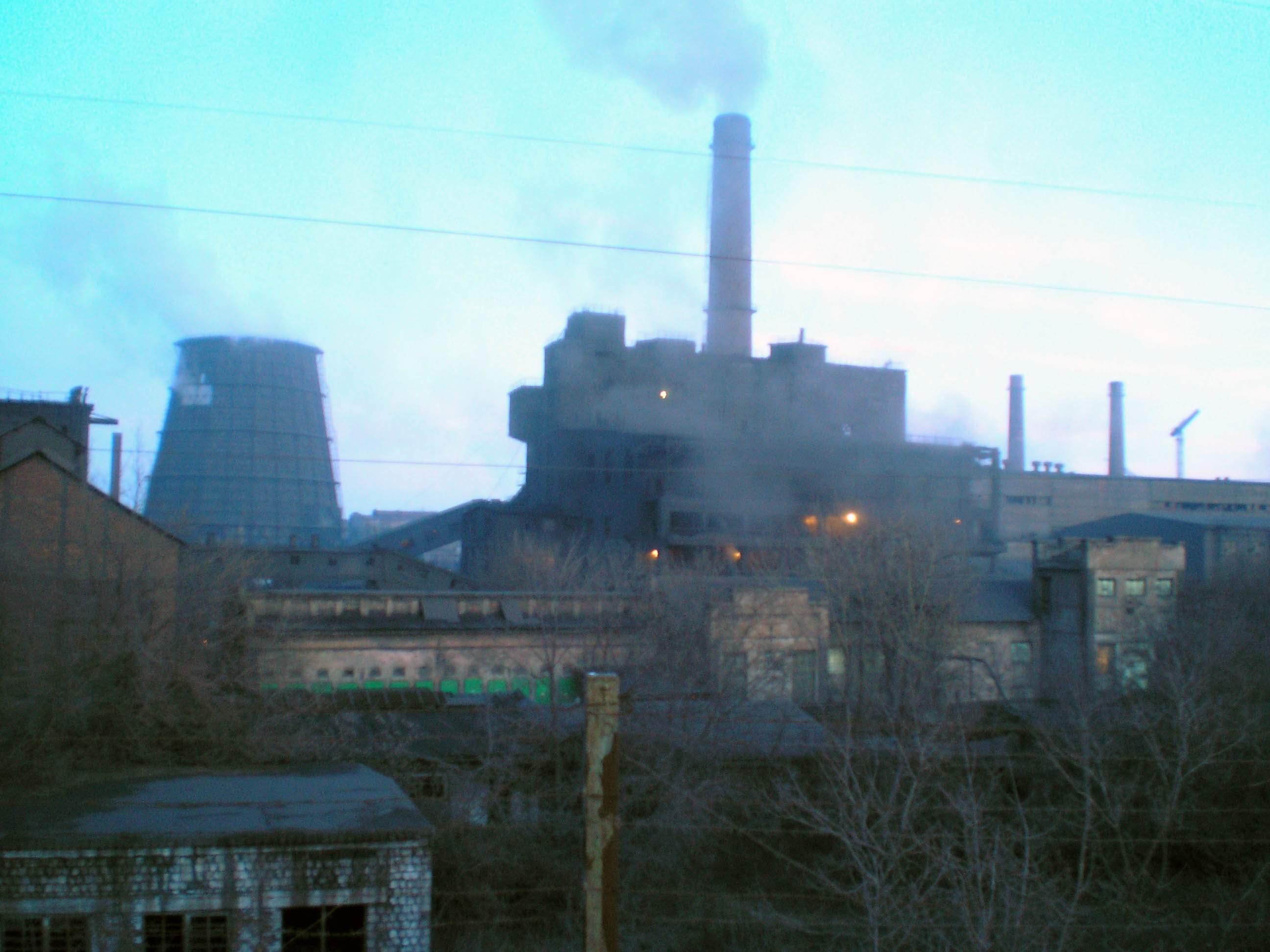
Аглофабрика ЄМЗ

«Російсько-Бельгійське металургійне товариство» було одним з найуспішніших інвестиційних проектів у колишній російській імперії. Протягом періоду 1909—1912 років дохід компанії становив майже 100 %. Однією із пам'яток того часу є діючий Костел Терези Калькуттської, побудований у 1898—1906 роках.
У 1915 році тут діяло 6 доменних печей, 2 конвертори, 11 прокатних станів.
У грудні 1917 компанія однією із перших була націоналізована більшовиками. Під час другої світової війни обладнання підприємства було повністю вивезене на Урал, проте згодом виробництво відновлене у 1943 році.
У 1964 році вперше в світовій практиці здійснено охолодження азотом стовпа шихти доменної печі № 1.

## Директори металургійного заводу
- 1932—1934 — Бутенко Костянтин Іванович (технічний директор)
- 1940—1941 — Губкін Павлін Миколайович
- 1943—1947 — Губкін Павлін Миколайович
- 195.0—195.3 — Гончаренко Микола Іванович
- 1985—1986 — Слєднєв Володимир Петрович
- 1986—1990 — Борисов Юрій Миколайович

### Після відновлення незалежності
У 1993 році підприємство було приватизоване зі створенням ВАТ «ЄМЗ» (в 2011 році реєстраційну назву змінено на Публічне Акціонерне Товариство «ЄМЗ»). На сьогоднішній день Єнакієвський металургійний завод спеціалізується на виробництві заготовок неперервного лиття та гарячого катання, сортового та фасонного прокату з низько-вуглецевих та низьколегованих сталей. Підприємство має повний металургійний цикл від виробництва агломерату та чавуну до випуску товарної литої та гарячекатаної квадратної заготовки, сортового прокату та катанки. До складу ВАТ «ЄМЗ» входять цех агломерації, доменний, конвертерний, обжимний та сортопрокатний цехи. Акції підприємства знаходяться у обігу на біржових майданчиках ПФТС та Українська біржа.
Проектні потужності заводу дозволяють виробляти на рік:
- 2065 млн тонн чавуну;
- 2,8 млн тонн сталі
- 460,5 тис. тонн прокату на рік.

Основні види продукції, що випускається на ЄМЗ:
- передільний чавун рідкий і в чушках
- сталь у зливках
- безперервнолитих заготовок квадратного перетину
- сортовий і фасонний прокат.

До складу ЄМЗ також входить Макіївський металургійний завод. Макіївська філія ВАТ «Єнакієвський металургійний завод» — це високотехнологічне підприємство, оснащене найсучаснішими в Україну прокатними станами: найсучаснішим в Україну середньосортовим станом-390 і дротовим станом-150. Проектні потужності філії в Макіївці дозволяють виробляти до 1,5 млн тонн високоякісного сортового прокату.
У 2007 році ВАТ «ЄМЗ» виконало запуск нової доменної печі № 5, у 2011 році запущено в експлуатацію сучасну доменну піч № 3. Обсяги виробництва готового прокату в 2011 р. — 2,176 млн тонн
В 2013 році Метінвест розпочав будівництво нової аглофабрики підприємства на майданчику Єнакієвського коксохімічного заводу.

## Сучасність
Невдовзі після захоплення міста терористами угрупування «Донецька народна республіка», металургійний завод припинив свою роботу. Відповідне рішення було ухвалене керівництвом «з метою запобігання техногенній катастрофі та збереження життя городян»